# تام بسدن
تام بسدن (انگلیسی: Tom Basden؛ زادهٔ ۳۰ نوامبر ۱۹۸۰) بازیگر، کمدین و نویسنده اهل بریتانیا است.
از فیلم‌ها یا برنامه‌های تلویزیونی که وی در آن نقش داشته‌است، می‌توان به مرد در مقابل زنبور، دیوید برنت: زندگی در جاده و زندگی پس از مرگ اشاره کرد.